# Nawa (Syrien)
Nawa (arabisch نوى, DMG Nawā) ist eine Stadt im Süden von Syrien im Gouvernement Darʿā.
Die Stadt liegt 85 km südlich von Damaskus und 40 km nördlich von Darʿā im Hauran-Gebiet. Die Einwohnerzahl beträgt 62.429 (Berechnung 2012).
Die meisten Einwohner leben von der Landwirtschaft. Es werden hauptsächlich Kartoffeln, Tomaten und Getreide angebaut. Es gibt auch sehr viele Olivenbäume und Weinreben. Nawa ist eine der größten Städte in Südsyrien mit vielen historischen Bauten aus der römischen Zeit. Außerdem befindet sich dort das angebliche Grab von Noahs Sohn Sem. 
Nawa liegt zwischen vielen Hügeln und Seen. Das Wetter ist ganzjährig mild, mit warmen Sommern und angenehmen Winter. Der Ort liegt ca. 570 Meter über den Meeresspiegel.